# Спеціальні території держав-членів Європейського Союзу
Декілька країн-членів Європейського Союзу мають спеціальні території, які через політичні, географічні або історичні причини мають спеціальний статус. Цей статус має титул спеціального в рамках повної автономії території або з обмеженим впливом ЄС.

## Віддалені регіони
Віддалені регіони ― це дев'ять регіонів держав-членів ЄС, які є частиною Євросоюзу. Відповідно до Договору про функціонування Європейського Союзу, закони ЄС поширюються на ці території враховуючи їх «соціально-економічну ситуацію... яка ще більше ускладнюється через їхню віддаленість, ізольованість, малий розмір, складний рельєф місцевості та клімату, економічну залежність від деяких товарів, постійний характер та поєднання яких сильно стримують їх розвиток...». 

### Азорські о-ви та о. Мадейра
Азорські острови та острів Мадейра ― це два португальські архіпелаги островів в Атлантичному океані. ПДВ на цих територіях нижче за португальський, але він знаходиться в межах Податку на додану вартість Європейського Союзу.

### Канарські острови
Канарські острови ― це іспанський архіпелаг островів, який утворює одну з іспанських автономних провінцій, в той же час маючи статус території Іспанії. Канарські о-ви не під юрисдикцією ПДВ ЄС. Канарські острови одні з найпопулярніших та найбільш економічно потужних віддалених регіонів ЄС. Офіс підтримки та інформації віддаленого регіону розташовується на цих островах в місті Лас-Пальмас де Гран-Канарія.

### Французька Гвіана, Гваделупа, Мартиніка, Реюньйон та Майотта
Усі п'ять французьких заморських департаментів, які керуються французьким законодавством, і, зазвичай, розглядаються як невід'ємні частини Франції. Вони є учасниками Митного союзу ЄС, однак не є членами Шенгенської зони та ПДВ ЄС. Офіційна валюта ― євро.
П'ятий заморський департамент Франції ― Майотта ― був створений 31 березня 2011 року. В той же час, Майотта стала частиною ЄС 1 січня 2014 року.

### Сен-Мартен та Сен-Бартелемі
22 лютого 2007 року Сен-Бартелемі та Сен-Мартен були відлучені від департаменту Гваделупа та з них сформовано дві нових заморські спільноти. Як наслідок, їхній статус залишався невизначеним деякий час. Тоді як в доповіді, опублікованій французьким парламентом, зазначено, що обидва острови залишилися в межах ЄС, Європейська комісія зазначила, що вони знаходяться поза межами ЄС. Їхній правовий статус було визначено у день набрання чинності Лісабонської угоди, яка зазначила їх як віддалені регіони.
У жовтні 2010 року французький уряд оголосив, що Сен-Бартелемі перестане бути віддаленим регіоном і отримає статус заморської території 1 січня 2012 року. Статус Сен-Мартена залишається незмінним.

## Заморські володіння та території
Заморські володіння та території ― це 24 території, які мають особливі відносини із країнами-членами ЄС: 12 з Сполученим Королівством, 5 з Францією, 6 з Нідерландами та 1 з Данією. Всі вони перераховані в Додатку II, згідно зі статтею 198 Договору про функціонування Європейського Союзу їм було запропоновано сформувати Угоду про асоціацію ЄС. Ці території не є суб'єктом Зовнішнього тарифу Європейської спільноти. Вони також не є частиною Євросоюзу, але ЄС застосовує своє законодавство до них настільки, щоб виконати необхідні домовленості для підписання Угоди про асоціацію.

### Французькі заморські території
Сен-П'єр і Мікелон, Сен-Бартелемі, Французька Полінезія та Волліс і Футуна - заморські спільноти (раніше називалися заморські території) Франції, в той час як Нова Каледонія ― це "sui generis спільнота". Сен-Бартелемі та Сен-П'єр і Мікелон є частиною Єврозони, в той час як Нова Каледонія, Французька Полінезія та Волліс і Футуна використовують Французький тихоокеанський франк, валюту, яка прив'язана до євро й гарантована Францією. Вихідці з колективів мають європейське громадянство, а також беруть участь у виборах до Європейського парламенту.

### Нідерландські заморські території
В межах Європейських Нідерландів, Королівство Нідерландів складається з трьох «країн» (нід. landen) Аруба, Кюрасао та Сінт-Мартен, які володіють значною автономією, а в межах Нідерландських Карибських островів ― з Бонайре, Сінт-Естатіус та Саба, які являють собою спеціальні муніципалітети Нідерландів. Усі шість островів є «заморськими територіями» Європейського Союзу.

### Гренландія
Гренландія приєдналася до Європейської економічної спільноти у 1973 році разом із Данією, але вирішила вийти з ЄЕС в 1982 році, остаточно залишивши її тільки в 1985 році. Гренландці, тим не менш, мають громадянство ЄС завдяки їх данському підданству.